# Ypsilon vid Norrlands nation
Ypsilon är en damförening vid Norrlands nation, Uppsala. Föreningen bildades som första damförening på nationen 20 mars 1962, av och för studentskor från Västernorrlands län. Numera finns inget krav på att medlemmarna härstammar från Y-län men anknytningen till länet är fortfarande starkt.
Föreningens främsta uppgifter är att välkomna nya studentskor och sätta "guldkant" på medlemmarnas studietid genom diverse sociala sammanhang, gärna tillsammans med broderföreningarna Angermannalaget och  Skvadern. Föreningsstämmorna kallas Yror och hålls 6 gånger per år. Varje år anordnar föreningen sittningen Älggasquen.